# Žoržet

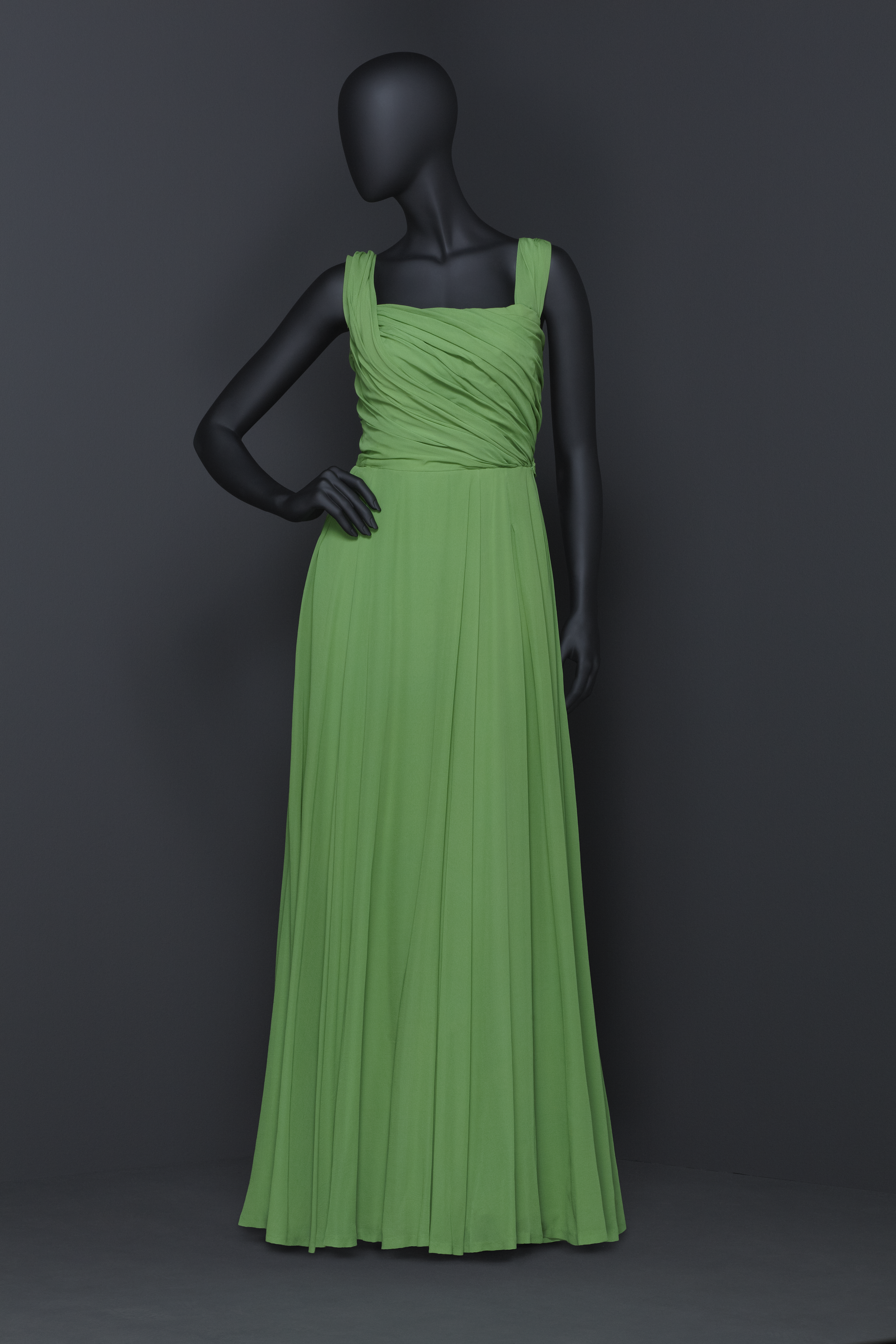
Hedvábný žoržet z 50. let 20. století

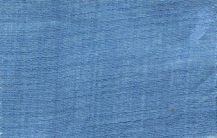
Vzorek bavlněného žoržetu z roku 1933

Žoržet je velmi lehká, pružná tkanina s ostřejším omakem, který se dosáhne střídáním dvou přízí s pravým a levým zákrutem v osnově i v útku.
Žoržet se vyráběl původně (asi od 20. let 20. století) z přírodního hedvábí a později z umělých vláken, známé jsou také žoržety z vlněných a bavlněných přízí.
Vyrábí se v několika druzích vzorování, podle kterých se rozlišuje například kloké, fakon, froté, pompon, reverzíbl aj. Používá se na dámské šaty a halenky.
Označení žoržet se odvozuje od jména francouzské desinatérky Georgette de la Plante, která přišla s prvními modely oděvů z této tkaniny začátkem 20. let 20. století. Nejstarší písemná zmínka o žoržetu (anglickém georgette) však pochází z období 2010-2015.